# Jutta Balster
Jutta Balster (* 4. Mai 1952 in Plau am See, geboren als Jutta Puls) ist eine ehemalige deutsche Volleyballspielerin.
Jutta Balster war vielfache DDR-Nationalspielerin. Sie nahm 1976 an den Olympischen Spielen in Montreal teil und belegte den sechsten Platz. Jutta Balster spielte für den SC Traktor Schwerin und wurde mehrfach DDR-Meister. Außerdem gewann sie 1975 den Europapokal der Pokalsieger und 1978 den Europapokal der Landesmeister.